# Federalne Ministerstwo Mieszkalnictwa, Rozwoju Miast i Budownictwa
Federalne Ministerstwo Mieszkalnictwa, Rozwoju Miast i Budownictwa (niem. Bundesministerium für Wohnen, Stadtentwicklung und Bauwesen, w skrócie BMWSB) – resort federalny Republiki Federalnej Niemiec odpowiedzialny za kwestie budownictwa, mieszkalnictwa, rozwoju miast oraz planowania przestrzennego.

## Historia
Pierwsze Federalne Ministerstwo Budownictwa powstało we wrześniu 1949 roku, wraz z utworzeniem Republiki Federalnej Niemiec, pod nazwą Federalne Ministerstwo Budownictwa Mieszkaniowego (Bundesministerium für Wohnungsbau). Początkowo obejmowało trzy główne dziedziny: administrację i organizację, budownictwo mieszkaniowe oraz planowanie przestrzenne i technikę budowlaną. W 1954 roku do zakresu jego odpowiedzialności włączono także prawo budowlane.
W kolejnych dekadach ministerstwo kilkukrotnie zmieniało nazwę oraz strukturę organizacyjną:
- 1961 – Federalne Ministerstwo Mieszkalnictwa, Rozwoju Miast i Planowania Przestrzennego,
- 1965 – Federalne Ministerstwo Mieszkalnictwa i Rozwoju Miast,
- 1969 – Federalne Ministerstwo Rozwoju Miast i Mieszkalnictwa,
- 1975 – Federalne Ministerstwo Planowania Przestrzennego, Budownictwa i Rozwoju Miast (BMBau).

W 1998 roku resort utracił swoją samodzielność – połączono go z Federalnym Ministerstwem Transportu, tworząc Federalne Ministerstwo Transportu, Budownictwa i Mieszkalnictwa. Od 2013 roku zadania budownictwa i rozwoju miast zostały przeniesione do Federalnego Ministerstwa Środowiska, a następnie w 2018 roku do Federalnego Ministerstwa Spraw Wewnętrznych, Budownictwa i Ojczyzny.
W 2021 roku, wraz z rozpoczęciem 20. kadencji Bundestagu, zadania te zostały ponownie skonsolidowane w nowo utworzonym Federalnym Ministerstwie Mieszkalnictwa, Rozwoju Miast i Budownictwa.

## Struktura i działania
Ministerstwo dzieli się na cztery główne departamenty oraz sztab kierowniczy:
- Leitungsstab (Sztab Kierowniczy)

Sztab odpowiada za planowanie, koordynację i komunikację w zakresie wszystkich kwestii politycznych. Do jego zadań należy obsługa spraw rządowych i parlamentarnych, polityka informacyjna i medialna, zarządzanie wydarzeniami oraz odpowiedzi na zapytania obywateli w kwestiach polityki wewnętrznej.
- Abteilung Z (Departament Centralny i Strategiczny)

Departament zajmuje się zadaniami przekrojowymi, takimi jak budżet, kadry, sprawy prawne, IT, organizacja wewnętrzna oraz infrastruktura ministerstwa i jego jednostek podległych. W jego kompetencjach leży także koordynacja strategii rządowych, takich jak cyfryzacja i transformacja gospodarcza oraz działań w ramach polityki Unii Europejskiej i przeciwdziałania niedoborowi wykwalifikowanych pracowników.
- Abteilung W (Departament Mieszkalnictwa i Gospodarki Nieruchomościami)

Departament koncentruje się na tworzeniu nowych, dostępnych cenowo mieszkań i zabezpieczeniu przystępności kosztów mieszkaniowych. Kluczowe inicjatywy obejmują „Sojusz na rzecz Dostępnych Mieszkań”, wsparcie budownictwa socjalnego, rozwój nowej formy spółdzielczości mieszkaniowej oraz przeciwdziałanie bezdomności. Departament odpowiada także za rozwój prawa mieszkaniowego oraz promocję własności mieszkaniowej, szczególnie dla grup o specjalnych potrzebach.
- Abteilung S (Departament Rozwoju Miast i Planowania Przestrzennego)

Departament zajmuje się polityką miejską, programami rozwoju miast oraz koordynacją polityki przestrzennej i regionalnej. Wspiera zrównoważony rozwój miast, tworzenie programów adaptacji do zmian klimatu oraz rozwój regionalny uwzględniający interesy gospodarki, społeczeństwa i ochrony środowiska.
- Abteilung B (Departament Polityki Budowlanej i Budownictwa Federalnego)

Departament rozwija politykę budowlaną, promując budownictwo zrównoważone i przyjazne dla klimatu. Zajmuje się także tematyką standardów budowlanych, cyfryzacji, badań nad nowoczesnymi technologiami budowlanymi oraz normami prawnymi w budownictwie. Do jego kompetencji należy również nadzór nad budownictwem federalnym w Berlinie i Bonn.

## Budżet
Na rok 2024 budżet BMWSB wynosi 6,7 miliarda euro, z dodatkowymi 5,5 miliarda euro w zobowiązaniach. Największe środki przeznaczono na:
- budownictwo socjalne: 3,15 mld EUR,
- wsparcie rozwoju miast: 790 mln EUR,
- dopłaty do czynszów (Wohngeld): 2,15 mld EUR,
- premię budowlaną (Wohnungsbauprämie): 200 mln EUR,
- klimatyczny budynek niski (Klimafreundlicher Neubau): 1 mld EUR,
- modernizację mieszkań dla osób starszych: 150 mln EUR.

BMWSB zarządza również środkami w ramach Funduszu Klimatyczno-Transformacyjnego (KTF), obejmującymi programy takie jak „Sanierung kommunaler Einrichtungen”, „Anpassung urbaner und ländlicher Räume an den Klimawandel” oraz wsparcie kredytowe KfW.

## Instytucje podległe

### Bundesamt für Bauwesen und Raumordnung
Federalny Urząd ds. Budownictwa i Planowania Przestrzennego (Bundesamt für Bauwesen und Raumordnung, BBR) realizuje zadania związane z inwestycjami budowlanymi państwa w kraju i za granicą oraz prowadzi doradztwo naukowe w dziedzinie urbanistyki, polityki przestrzennej i budownictwa. BBR odpowiada także za organizację konkursów architektonicznych, opracowywanie raportów przestrzennych i wspieranie polityki kulturalnej w budownictwie.

### Bundesinstitut für Bau-, Stadt- und Raumforschung
Federalny Instytut Badań nad Budownictwem, Miastami i Przestrzenią (Bundesinstitut für Bau-, Stadt- und Raumforschung, BBSR) działa w ramach BBR jako jednostka naukowo-badawcza wspierająca rząd federalny. Zajmuje się analizami i badaniami w zakresie urbanistyki, gospodarki mieszkaniowej i polityki przestrzennej, opracowując prognozy, ekspertyzy i rekomendacje. Instytut prowadzi również programy wsparcia dla gmin i miast, a jego zasoby danych umożliwiają kompleksowe analizy procesów demograficznych i gospodarczych w Niemczech.

## Lista ministrów[5]
| Nr. | Imię i nazwisko         | Okres urzędowania         | Okres urzędowania         | Partia | Partia                             | Uwagi |
| Nr. | Imię i nazwisko         | od                        | do                        | Partia | Partia                             | Uwagi |
| --- | ----------------------- | ------------------------- | ------------------------- | ------ | ---------------------------------- | ----- |
| 1   | Eberhard Wildermuth     | 20 września 1949(dts)     | 9 marca 1952(dts)         |        | Wolna Partia Demokratyczna         | [ a ] |
| 2   | Fritz Neumayer          | 19 lipca 1952(dts)        | 20 października 1953(dts) |        | Wolna Partia Demokratyczna         | [ a ] |
| 3   | Victor-Emanuel Preusker | 20 października 1953(dts) | 29 października 1957(dts) |        | Wolna Partia Demokratyczna         | [ a ] |
| 4   | Paul Lücke              | 29 października 1957(dts) | 14 listopada 1961(dts)    |        | Unia Chrześcijańsko-Demokratyczna  | [ a ] |
| 4   | Paul Lücke              | 14 listopada 1961(dts)    | 26 października 1965(dts) | [ b ]  | Unia Chrześcijańsko-Demokratyczna  |       |
| 5   | Ewald Bucher            | 26 października 1965(dts) | 28 października 1966(dts) |        | Wolna Partia Demokratyczna         | [ c ] |
| 6   | Bruno Heck              | 8 listopada 1966(dts)     | 30 listopada 1966(dts)    |        | Unia Chrześcijańsko-Demokratyczna  | [ c ] |
| 7   | Lauritz Lauritzen       | 1 grudnia 1966(dts)       | 21 października 1969(dts) |        | Socjaldemokratyczna Partia Niemiec | [ c ] |
| 7   | Lauritz Lauritzen       | 22 października 1969(dts) | 15 grudnia 1972(dts)      | [ d ]  | Socjaldemokratyczna Partia Niemiec |       |
| 8   | Hans-Jochen Vogel       | 15 grudnia 1972(dts)      | 16 maja 1974(dts)         |        | Socjaldemokratyczna Partia Niemiec | [ e ] |
| 9   | Karl Ravens             | 16 maja 1974(dts)         | 16 lutego 1978(dts)       |        | Socjaldemokratyczna Partia Niemiec | [ e ] |
| 10  | Dieter Haack            | 16 lutego 1978(dts)       | 1 października 1982(dts)  |        | Socjaldemokratyczna Partia Niemiec | [ e ] |
| 11  | Oscar Schneider         | 4 października 1982(dts)  | 21 kwietnia 1989(dts)     |        | Unia Chrześcijańsko-Społeczna      | [ e ] |
| 12  | Gerda Hasselfeldt       | 21 kwietnia 1989(dts)     | 18 stycznia 1991(dts)     |        | Unia Chrześcijańsko-Społeczna      | [ e ] |
| 13  | Irmgard Schwaetzer      | 18 stycznia 1991(dts)     | 17 listopada 1994(dts)    |        | Wolna Partia Demokratyczna         | [ e ] |
| 14  | Klaus Töpfer            | 17 listopada 1994(dts)    | 14 stycznia 1998(dts)     |        | Unia Chrześcijańsko-Demokratyczna  | [ e ] |
| 15  | Eduard Oswald           | 14 stycznia 1998(dts)     | 26 października 1998(dts) |        | Unia Chrześcijańsko-Społeczna      | [ e ] |
| 16  | Franz Müntefering       | 27 października 1998(dts) | 17 września 1999(dts)     |        | Socjaldemokratyczna Partia Niemiec | [ f ] |
| 17  | Reinhard Klimmt         | 29 września 1999(dts)     | 20 listopada 2000(dts)    |        | Socjaldemokratyczna Partia Niemiec | [ f ] |
| 18  | Kurt Bodewig            | 20 listopada 2000(dts)    | 22 października 2002(dts) |        | Socjaldemokratyczna Partia Niemiec | [ f ] |
| 19  | Manfred Stolpe          | 22 października 2002(dts) | 22 listopada 2005(dts)    |        | Socjaldemokratyczna Partia Niemiec | [ f ] |
| 20  | Wolfgang Tiefensee      | 22 listopada 2005(dts)    | 28 października 2009(dts) |        | Socjaldemokratyczna Partia Niemiec | [ g ] |
| 21  | Peter Ramsauer          | 28 października 2009(dts) | 17 grudnia 2013(dts)      |        | Unia Chrześcijańsko-Społeczna      | [ g ] |
| 22  | Barbara Hendricks       | 17 grudnia 2013(dts)      | 14 marca 2018(dts)        |        | Socjaldemokratyczna Partia Niemiec | [ h ] |
| 23  | Horst Seehofer          | 14 marca 2018(dts)        | 8 grudnia 2021(dts)       |        | Unia Chrześcijańsko-Społeczna      | [ i ] |
| 24  | Klara Geywitz           | 8 grudnia 2021(dts)       | 6 maja 2025(dts)          |        | Socjaldemokratyczna Partia Niemiec | [ j ] |
| 25  | Verena Hubertz          | 6 maja 2025(dts)          | teraz                     |        | Socjaldemokratyczna Partia Niemiec | [ j ] |